# Ratková
Ratková (in ungherese Ratkó) è un comune della Slovacchia facente parte del distretto di Revúca, nella regione di Banská Bystrica.